# Marcilly-Ogny
Marcilly-Ogny è un comune francese di 206 abitanti situato nel dipartimento della Côte-d'Or nella regione della Borgogna-Franca Contea.

## Società

### Evoluzione demografica
Abitanti censiti